# Anolis campbelli
Espèce
Synonymes
- Norops campbelli Köhler & Smith, 2008

Anolis campbelli est une espèce de sauriens de la famille des Dactyloidae. 

## Répartition
Cette espèce est endémique du Guatemala. Elle se rencontre dans la Sierra de los Cuchumatanes entre 1 540 et 1 660 m d'altitude.

## Étymologie
Cette espèce est nommée en l'honneur de Jonathan Atwood Campbell.

## Publication originale
- Köhler & Smith, 2008 : A New Species of Anole of the Norops schiedei group from Western Guatemala (Squamata: Polychrotidae). Herpetologica, vol. 64, no 2, p. 216-223.